# Belo Polje (okręg toplicki)
Belo Polje (cyr. Бело Поље) – wieś w Serbii, w okręgu toplickim, w gminie Kuršumlija. W 2011 roku liczyła 95 mieszkańców.